# 約瑟夫·文策爾 (菲斯滕貝格)
約瑟夫·文策爾（Joseph Wenzel zu Fürstenberg，1728年3月21日—1783年6月2日），菲斯滕貝格親王，是前任親王約瑟夫的長子。

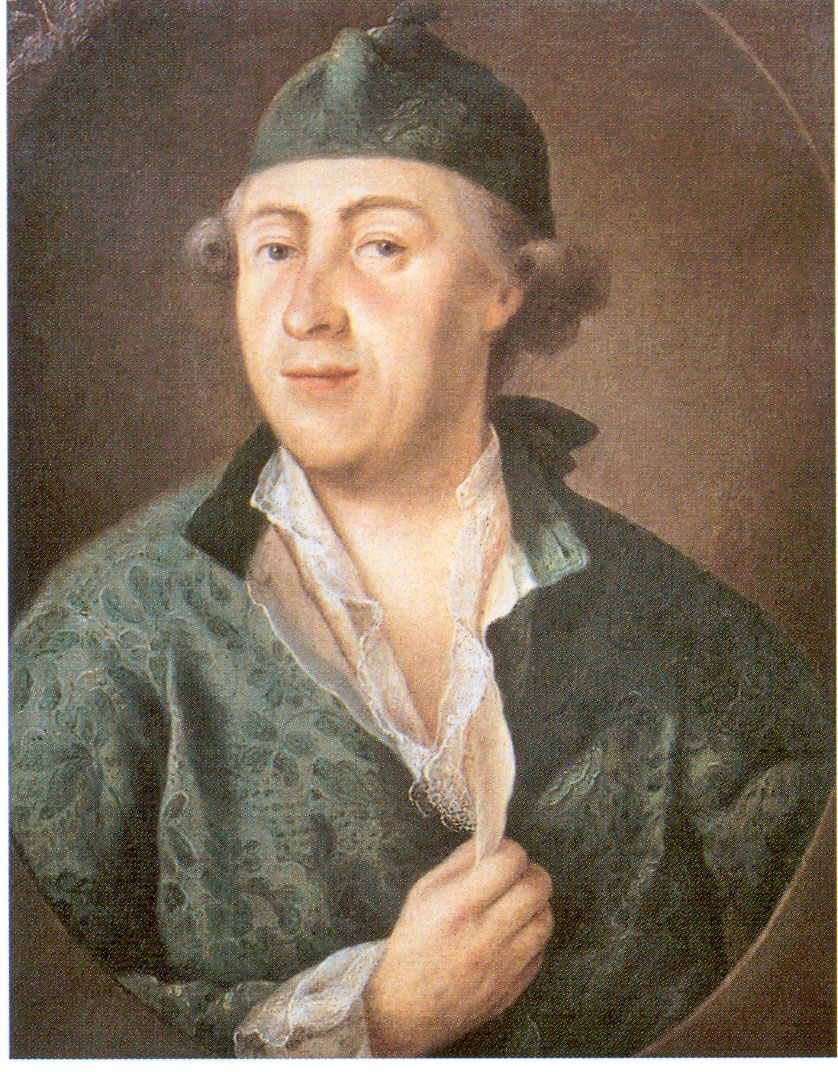
約瑟夫·文策爾

約瑟夫·文策爾的妻子是瓦爾德堡的瑪麗亞·約瑟法（Maria Josepha von Waldburg），他們在1748年結婚。有2子1女。
- 約瑟法·瑪麗亞（1756－1809）
- 約瑟夫·馬利亞（英语：Joseph Maria, Prince of Fürstenberg）（1758－1796）
- 卡爾·約阿希姆（1771－1804）